# Laguna Santa María (El Petén)
A  Laguna Santa Maria é um lago localizado na Guatemala. Localiza-se no departamento de El Petén, Município de La Libertad.